# Aflibercept
Aflibercept ist ein humanes, rekombinantes Fusionsprotein. Es wird unter dem Handelsnamen Eylea zur Behandlung verschiedener Netzhauterkrankungen (neovaskuläre (feuchte) altersabhängige Makuladegeneration (AMD), Visusbeeinträchtigungen durch Makulaödeme verschiedener Genesen, Frühgeborenen-Retinopathie) eingesetzt, unter dem Namen Zaltrap ist es zur Behandlung des metastasierten kolorektalem Karzinom (mCRC) bei Erwachsenen in Kombination mit einer Chemotherapie zugelassen.

## Zulassung und Vertrieb
Eylea wurde 2011 in den USA (Vertrieb: Regeneron Pharmaceuticals) zugelassen, während es in der Europäischen Union 2012 die Zulassung (Bayer AG) erhielt. Zaltrap (Sanofi) ist seit 2013 auf dem europäischen Markt zugelassen. Mit Yesafili wurde 2023 für den EU-Markt ein Biosimilar (Viatris) für die ophthalmologische Anwendung zugelassen.

## Eigenschaften des Moleküls und dessen Herstellungsprozess
Aflibercept ist ein humanes, rekombinant hergestelltes glykosyliertes Fusionsprotein. Es besteht aus zwei identischen Polypeptidketten, welche auch die zweite Domäne des Vascular-Endothelial-Growth-Factor-1-Rezeptors sowie die dritte Domäne des Vascular-Endothelial-Growth-Factor-2-Rezeptors enthält und mit der Fc-Domäne des humanen IgG1-Antikörpers verbunden worden ist. Hergestellt wird Aflibercept in einer Zelllinie von Ovarien des chinesischen Hamsters (CHO-Zellen).

## Wirkungsweise
Der Vascular Endothelial Growth Factor spielt eine wesentliche Rolle in der Bildung von neuen Blutgefäßen (Angiogenese), was sowohl bei AMD als auch beim Tumorwachstum bei mCRC entscheidend ist. Bei der neovaskulären (feuchten) altersabhängigen Makuladegeneration kommt es zu einer Gefäßneubildung in der Aderhaut (choroidale Neovaskularisation (CNV)), was zu einem Netzhautödem, zu einer Netzhautverdickung oder zu einer sub/intraretinalen Blutung führen kann und somit die Sehschärfe beeinträchtigt.
Aflibercept wirkt als Inhibitor des Vascular Endothelial Growth Factors A (englisch VEGF Trap ‚VEGF Fänger‘) und bindet zusätzlich den Plazenta-Wachstumsfaktor (‘Placenta  Growth  Factor’, PGF). Einerseits werden Krebszellen bei mCRC so am Aufbau eines zusätzlichen Blutversorgungssystems und damit der Versorgung mit Nährstoffen gehindert, andererseits verringert sich bei AMD die mittlere CNV-Läsionsgröße.

## Verabreichung
Eylea wird direkt in den Glaskörper des Auges (intravitreal) in einer Dosierung von 2 mg in einem Abstand von vier Wochen injiziert. Nach drei Monaten erhöht sich der Abstand auf 8 Wochen.
Zaltrap wird als Infusion in einer Dosierung von 4 mg/kg Körpergewicht über einen Zeitraum von einer Stunde verabreicht. Bei der Behandlung des Kolorektalkarzinoms wird Zaltrap neben FOLFIRI alle zwei Wochen gegeben.

## Nebenwirkungen
Häufige Nebenwirkungen bei der Verabreichung von Zaltrap sind unter anderem Leukopenie und Neutropenie, Durchfall oder erhöhte Leberenzymwerte.
Die häufigsten Nebenwirkungen bei Verabreichung von Eylea waren Bindehautblutungen, verminderte Sehschärfe, Augenschmerzen sowie erhöhter Augeninnendruck. Ein rezenter Rote-Hand-Brief verweist zudem auf eine Entwicklung von Osteonekrosen des Kieferknochens unter Zaltrap, meist in Kombinationstherapie mit Chemotherapie, intravenös verabreichten Bisphosphonaten und/oder invasiven zahnmedizinischen Eingriffen.

## Frühe Nutzenbewertung
In Deutschland müssen seit 2011 neu zugelassene Medikamente mit neuen Wirkstoffen gemäß § 35a SGB V einer „frühen Nutzenbewertung“ durch den Gemeinsamen Bundesausschuss (G-BA) unterzogen werden, wenn der pharmazeutische Hersteller einen höheren Verkaufspreis als nur den Festbetrag erzielen möchte. Nur wenn ein Zusatznutzen besteht, kann der Arzneimittelhersteller mit dem Spitzenverband der gesetzlichen Krankenkassen einen Preis aushandeln. Die Dossierbewertungen, auf deren Basis der G-BA seine Beschlüsse fasst, erstellt das Institut für Qualität und Wirtschaftlichkeit im Gesundheitswesen (IQWiG).
2013 wurde Aflibercept zunächst für die Behandlung der neovaskulären altersabhängigen Makuladegeneration mit der zweckmäßigen Vergleichstherapie Ranibizumab verglichen. Gemäß G-BA-Beschluss ist für diese Indikation kein Zusatznutzen belegt. Im selben Jahr folgte eine Nutzenbewertung von Aflibercept zur Behandlung von Patienten mit metastasiertem kolorektalem Karzinom, die mit einem Oxaliplatin-haltigen Regime vorbehandelt sind; die zweckmäßige Vergleichstherapie war die Kombinations-Chemotherapie aus 5-Fluorouracil, Folinsäure und Irinotecan. Laut G-BA-Beschluss gibt es für solche Patienten einen Hinweis für einen geringen Zusatznutzen. Als Nächstes wurde der Wirkstoff im neuen Anwendungsgebiet Makulaödem durch retinalen Zentralvenenverschluss mit Dexamethason (intravitreales Implantat) oder Ranibizumab verglichen. Gemäß G-BA-Beschluss ist ein Zusatznutzen in diesem Anwendungsgebiet nicht belegt. Für Patienten mit einer Visusbeeinträchtigung aufgrund eines diabetischen Makulaödems war die zweckmäßige Vergleichstherapie erneut Ranibizumab. Auch hier ist ein Zusatznutzen laut G-BA-Beschluss nicht belegt. Dieselbe zweckmäßige Vergleichstherapie und dasselbe Bewertungsergebnis gab es auch für die Behandlung eines Makulaödems infolge eines retinalen Venenastverschlusses. 2016 wurde schließlich ein Nutzenbewertungsverfahren zum Wirkstoff Aflibercept im Anwendungsgebiet myope choroidale Neovaskularisation durchgeführt, ebenfalls im Vergleich zu Ranibizumab und ebenfalls mit dem Ergebnis „Zusatznutzen nicht belegt“.